# European Social Survey
De European Social Survey (ESS) of het Europees Sociaal Onderzoek, in Nederland ook bekend als Nationaal Opinie Onderzoek (NOO), is een crossnationaal enquêteonderzoek dat beoogt de attitudes, meningen en gedragspatronen van de bevolking in de verschillende Europese landen in kaart te brengen. De enquête wordt sinds 2002 iedere twee jaar georganiseerd.

## Geschiedenis
In 2001 werden de nodige fondsen uitgetrokken voor het organiseren van de eerste ronde, op initiatief van de European Science Foundation. De European Social Survey won in 2005 de EU-Descartes prijs, een jaarlijkse Europese wetenschappelijke onderscheiding, voor haar bijdragen op het gebied van crossnationaal onderzoek. In november 2013 werd de status van European Research Infrastructure Consortium (ERIC) toegekend.

## Deelnemende landen
Meer dan 30 Europese landen hebben deelgenomen aan ten minste één ronde van de eerste zes rondes van de ESS. België en Nederland namen deel aan alle rondes die tot nu toe hebben plaatsgevonden.

## Methoden
Voor de ESS worden mensen persoonlijk bevraagd op basis van een gestandaardiseerde vragenlijst. Voor de zesde ronde werden er op deze manier 1845 Nederlanders en 1869 Belgen geïnterviewd. De vragenlijst omvat een aantal vaste modules die elke ronde herhaald worden, omtrent onder andere politieke participatie, institutioneel vertrouwen, immigratie, subjectief welzijn, en menselijke waarden. Daarnaast worden in elke ronde enkele specifieke, actuele onderwerpen toegevoegd, zoals werk, gezin en welzijn in ronde 2, de welvaartsstaat in ronde 4, de gezondheidsongelijkheid in ronde 7 en de klimaatverandering in ronde 8. In ronde 10, waarvan de data in 2022 gepubliceerd werd, was een module gewijd aan de Coronapandemie.

## Edities
De enquêtes verlopen in edities of “rondes”, waarvan de vragenlijsten en resultaten tweejaarlijks worden gepubliceerd:
- Ronde 1 (2002)
- Ronde 2 (2004)
- Ronde 3 (2006)
- Ronde 4 (2008)
- Ronde 5 (2010)
- Ronde 6 (2012)
- Ronde 7 (2014)
- Ronde 8 (2016)
- Ronde 9 (2018)
- Ronde 10 (2022)[11]